# Vent chaud
Pour plus de détails, voir Fiche technique et Distribution.
Vent chaud (Vento Seco) est un film brésilien réalisé par Daniel Nolasco, sorti en 2020.

## Synopsis
Sandro travaille pour une compagnie minière et entretient une relation avec un de ses collègues, Ricardo, qu'il retrouve dans la forêt le soir venu.

## Fiche technique
- Titre : Vent chaud
- Titre original : Vento Seco
- Réalisation : Daniel Nolasco
- Scénario : Daniel Nolasco
- Photographie : Larry Machado
- Montage : Will Domingos
- Société de production : Estúdio Giz et Panaceia Filmes
- Société de distribution : Optimale (France)
- Pays :  Brésil
- Genre : Drame
- Durée : 110 minutes
- Dates de sortie : 
  -  Allemagne : 26 février 2020 (Berlinale 2020)
  -  Brésil : 26 février 2020
  -  France : 11 août 2021

## Distribution
- Leandro Faria Lelo : Sandro Karnas
- Allan Jacinto Santana : Ricardo Cardoso
- Renata Carvalho : Paula Astorga
- Rafael Teóphilo : Maicon Machado
- Del Neto : David Machado
- Larissa Sisterolli : Larissa Machado
- Marcelo D'Avilla : Dog / Sorveteiro
- Leo Moreira Sá : Cezar Migliorin
- Mel Gonçalves : Rita de Cássia
- Conrado Helt : Ramon / Batalha
- Gabryel Batista : Peter Schenkenberger
- Norval Berbari : Zé da Lina
- Klisman Borges : Danny Di Cioccio
- Branca Cardoso : Suzana Faiad
- Tothi Cardoso : Bill Clayton
- Isabella Cecília do Nascimento : Margot Cardoso
- Bruno Fernandes : Al Parker
- Anna Vitória Almeida Franca : Maria Alice Cardoso
- Guilhermina Guinle : Madame G
- Rogério Nogueira : Roberto Okun
- Wilker Rodrigues : Casey Donovan / homme dans la pharmacie
- Sajoão : Peter Berlin
- Marcelo Souza e Silva : Augusto Astorga

## Distinctions
Le film a été présenté dans la section Panorama de la Berlinale 2020.